# Marineland
Marineland es el nombre de una franquicia con locales alrededor del mundo que gestiona delfinarios, zoológicos marinos y parques acuáticos entre otros tipos de espectáculos variados.
El primero del mundo en abrir sus puertas, fue el Marineland de Florida, en los Estados Unidos de América en 1938 cobrando 1 dólar por la entrada.

## Historia

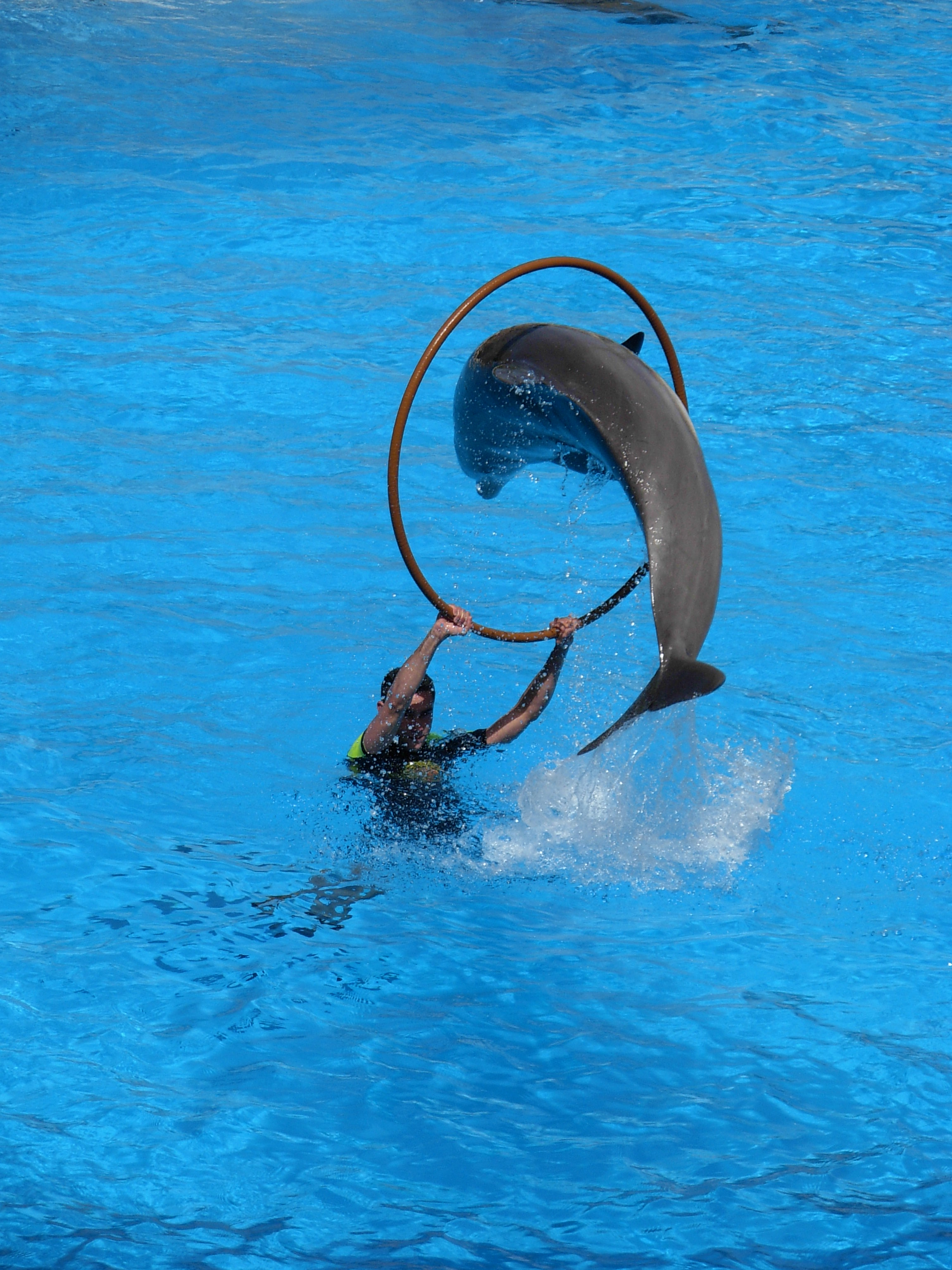
Delfín realizando un salto

La idea fue por primera vez concebida por W. Douglas Burden, Cornelius Vanderbilt Whitney, Sherman Pratt y Ilya Tolstoy como un oceanario que podría ser usado para filmar la vida marina. Se seleccionó un lugar del océano Atlántico al sur de San Agustín en Florida, después conocido como la ciudad de Marineland. La financiación y construcción presentaba un reto al ser Marineland el primer intento de capturar y retener criaturas marinas, pero estos retos se superaron el 23 de junio de 1938. Los “Estudios Marine” (el nombre que Marineland de Florida posteriormente adoptó) comenzaron a funcionar con su atracción principal consistente en un delfín de la especie nariz de botella. Inesperadamente, alrededor de unos 20.000 turistas colapsaron la autopista estatal de Florida A1A para visitar la nueva atracción.

## Parques en el mundo
- Marineland Ontario, Canadá
- Marineland Mallorca, España
- Marineland Cataluña, España
- Marineland Napier, Nueva Zelanda
- Marineland Florida, Estados Unidos

## Controversia e incidentes
En febrero de 2015 SOS Delfines publica un video  por posible maltrato físico y verbal a los delfines .